# 1987-es női labdarúgó-válogatottak európai tornája
Az 1987-es női labdarúgó-válogatottak európai tornája volt a mai női labdarúgó-Európa-bajnokság második tornája. A négyes döntőt Norvégiában rendezték június 11-e és 14-e között. A házigazda norvég csapat nyerte meg a tornát.

## Eredmények
A selejtezőből négy csapat jutott ki a tornára. Az elődöntő győztesei játszották a döntőt, a vesztesek a bronzéremért mérkőzhettek.

### Elődöntők
| 1987. június 11. |

| Norvégia              | 2–0         | Olaszország |
| --------------------- | ----------- | ----------- |
| Stendal 40' Støre 73' | Jegyzőkönyv |             |

| Oslo Nézőszám: 5154 Játékvezető: Eysteinn Guðmundsson (izlandi) |

| 1987. június 11. |

| Svédország | 3–2 (h. u.) | Anglia |
| ---------- | ----------- | ------ |
|            | Jegyzőkönyv |        |

| Moss |

### Bronzmérkőzés
| 1987. június 13. |

| Olaszország             | 2–1         | Anglia    |
| ----------------------- | ----------- | --------- |
| Morace 36' Vignotto 45' | Jegyzőkönyv | Davis 11' |

| Marienlyst Stadion, Drammen Játékvezető: Peter Mikkelsen (dán) |

### Döntő
| 1987. június 14. |

| Norvégia        | 2–1 | Svédország   |
| --------------- | --- | ------------ |
| Stendal 28' 72' |     | Videkull 73' |

| Ullevaal Stadion, Oslo Nézőszám: 8408 Játékvezető: Eeko Aho (finn) |

| Az 1987-es női labdarúgó-válogatottak európai tornájának győztese |
| ----------------------------------------------------------------- |
| NORVÉGIA 1. cím                                                   |